# Монтгомери (округ, Алабама)
Монтго́мери (англ. Montgomery County) — округ в США, штате Алабама. По состоянию на 2010 год, численность населения составляла 229 363 человек. Округ был создан 6-го декабря 1816 года, получил своё название в честь участника Крикской войны Lemuel P. Montgomery.

## География
По данным Бюро переписи США, общая площадь округа равняется 2 071 км², из которых 2 045 км² суша и 26 км² или 1,25% это водоемы.

### Соседние округа
|        | Отога      | Элмор  | Мейкон |  |
| Лаундс | север      | Буллок |        |  |
| Лаундс | Монтгомери | Буллок |        |  |
| Лаундс | юг         | Буллок |        |  |
| Креншо |            | Пайк   |        |  |

## Демография
По данным переписи населения 2000 года в округе проживает 223 510 жителей в составе 86 068 домашних хозяйств и 56 804 семей. Плотность населения составляет 109 человек на км². На территории округа насчитывается 95 437 жилых строений, при плотности застройки 47 строений на км². Расовый состав населения: белые — 48,85%, афроамериканцы — 48,58%, коренные американцы (индейцы) — 0,25%, азиаты — 0,99%, гавайцы — 0,03%, представители других рас — 0,35%, представители двух или более рас — 0,94%. Испаноязычные составляли 1,19% населения.
В составе 32,20 % из общего числа домашних хозяйств проживают дети в возрасте до 18 лет, 43,80 % домашних хозяйств представляют собой супружеские пары проживающие вместе, 18,60 % домашних хозяйств представляют собой одиноких женщин без супруга, 34,00 % домашних хозяйств не имеют отношения к семьям, 29,50 % домашних хозяйств состоят из одного человека, 9,40 % домашних хозяйств состоят из престарелых (65 лет и старше), проживающих в одиночестве. Средний размер домашнего хозяйства составляет 2,46 человека, и средний размер семьи 3,06 человека.
Возрастной состав округа: 25,80 % моложе 18 лет, 11,70 % от 18 до 24, 29,80 % от 25 до 44, 20,90 % от 45 до 64 и 11,80 % от 65 и старше. Средний возраст жителя округа 34 лет. На каждые 100 женщин приходится 90,80 мужчин. На каждые 100 женщин старше 18 лет приходится 86,70 мужчин.
Средний доход на домохозяйство в округе составлял 35 962 USD, на семью — 44 669 USD. Среднестатистический заработок мужчины составлял 32 018 USD против 24 921 USD для женщины. Доход на душу населения был 19 358 USD. Около 13,50% семей и 17,30% общего населения находились ниже черты бедности, в том числе — 25,10% молодежи (тех, кому ещё не исполнилось 18 лет) и 13,70% тех, кому было уже больше 65 лет.